# La Grita
La Grita est le chef-lieu de la municipalité de Jáuregui dans l'État de Táchira au Venezuela.